# Ксарет (парк)
Ксарет (на испански: Xcaret), наричан още свещен природен рай, е тематичен парк в Мексико. Той е сред най-известните в света екологични паркове, дом на много видове местни птици и застрашени животни.
Разположен е по крайбрежието на страната, в Ривиера Мая, щата Кинтана Роо. Отличава се с впечатляващ естествен залив. Намирайки се на 5 км от Плая дел Кармен и на 75 км от курорта Канкун, Ксарет е измежду най-посещаваните екологични и археологически паркове. За цивилизацията на маите това място е било важно пристанище и търговски център и тук все още могат да се видят археологически останки от този народ.

## Създаване
Ксарет е частна собственост и пренадлежи на архитекта Мигел Кинтана Пали, който през 1984 година закупува 12 декара земя в района с цел да си построи къща. Започвайки да копае той се натъква на сладководни басейни под земята и подземни реки. Виждайки потенциал за туризъм, Пали се отказал от първоначалната си идея и решава да създаде парк, където всеки ще може да има достъп до природните чудеса на региона. Обединявайки сили с още няколко мексикански предприемачи – Оскар, Маркос и Карлос Констандсе, Мигел Кинтана основава еко-археологическия парк Ксарет, който отваря врати през декември 1990 година. Името му идва от близкия археологически обект Ксарет, представляващ селище на маите, като някои от структурите му попадат в границите на парка, чиято обща площ е 81 хектара земя.

## Забележителности
Културните забележителности включват открита църква, реплика на селището на маите с реални занаятчии по време на работа, мексикански гробища, музей, конно шоу, мезоамериканска игра с топка, изпълнения на стари испански танци, Танца на летящите мъже и Gran Tlachco – театър с капацитет 6000 души, на чиято сцена се представя срещата на двата свята – на маите и на испанците, както и представянето на няколко мексикански народни танци и традиции.